# Neostichtis manica
Neostichtis manica là một loài bướm đêm trong họ Noctuidae.